# Sân bay Thành Cố Hán Trung
Sân bay Thành Cố Hán Trung là một sân bay tại Hán Trung, tỉnh Thiểm Tây, Trung Quốc.
Nằm ở phía đông bắc của Thành Cố Hán Trung, nó thay thế sân bay cũ Xiguan Hán Trung, mà không thể được mở rộng do nó nằm gần trung tâm thành phố. Công tác xây dựng bắt đầu vào cuối tháng 12 năm 2011 với tổng đầu tư dự kiến 580 triệu nhân dân tệ, và sân bay đã được mở cửa vào ngày 13 tháng 8 năm 2014. 